# Eleição municipal de Florianópolis em 1950
A eleição municipal de Florianópolis em 1950 ocorreu em 30 de novembro do mesmo ano.
Votou-se apenas para vereador.

## Vereadores eleitos
| Vereador eleito           | Partido |
| ------------------------- | ------- |
| Antônio de Pádua Pereira  | PSD     |
| Álvaro Millem da Silveira | PSD     |
| Antônio Pascoal Apostolo  | PSD     |
| Bruno Schlemper           | UDN     |
| Flávio Ferrari            | PSD     |
| Gercino Silva             | UDN     |
| Jupy Ulisséa              | UDN     |
| Mário Couto               | PSD     |
| Miguel Daux               | PSD     |
| Osni Mello                | UDN     |
| Osni Raul Lisboa          | PTB     |
| Osmar Cunha               | PSD     |
| Rafael de Giacomo         | PSD     |
| Vitorino Cecheto          | PTB     |
| Victor da Luz Fontes      | UDN     |